# Indianapolis Colts 1989
La stagione 1989 degli Indianapolis Colts è stata la 36ª della franchigia nella National Football League, la sesta con sede a Indianapolis. I Colts conclusero con un record di 8 vittorie e 8 sconfitte, chiudendo al secondo posto dell'AFC East e mancando l'accesso ai  playoff per il secondo anno consecutivo.

## Roster
| Roster degli Indianapolis Colts nel 1988 |
| --- |
| Quarterback - 17 Chris Chandler - 14 Tom Ramsey - 10 Jack Trudeau Running Back - 20 Albert Bentley FB - 29 Eric Dickerson - 45 Ivy Joe Hunter Wide Receiver - 80 Bill Brooks - 87 Titus Dixon - 86 James Pruitt - 85 Andre Rison - 83 Clarence Verdin KR/PR Tight End - 88 John Brandes - 81 Pat Beach - 84 Mark Boyer Offensive Linemen - 62 Brian Baldinger C/G - 71 Kevin Call T - 69 Randy Dixon G - 53 Ray Donaldson C - 67 Stan Eisenhooth T - 75 Chris Hinton T - 73 Zefross Moss T - 64 Ben Utt G Defensive Linemen - 79 Harvey Armstrong DT - 95 Mitchell Benson DT - 76 Sam Clancy DE - 78 Jon Hand DE - 90 Ezra Johnson DE - 99 Donnell Thompson DE Linebacker - 97 O'Brien Alston - 51 Chip Banks OLB - 50 Duane Bickett OLB - 54 Jeff Herrod ILB - 59 Kurt Larson - 58 Orlando Lowry - 96 Quintus McDonald OLB/ILB - 52 Dan Murray - 57 Ronnie Washington ILB - 56 Fredd Young OLB Defensive Back - 31 Michael Ball SS - 36 John Baylor CB/SS - 38 Eugene Daniel CB - 37 Chris Goode CB - 43 Anthony Parker CB - 23 Bruce Plummer - 39 Mike Prior FS - 27 Keith Taylor FS - 49 Charles Washington Special Team - 4 Dean Biasucci K - 3 Rohn Stark P |
| Legenda - I rookie sono in corsivo. - Il primo ruolo è il principale mentre gli eventuali successivi indicano i ruoli secondari. - (IR) sta per Injured Reserve ed indica la lista ristretta per un solo giocatore infortunato che può tornare ad allenarsi dopo la settimana 6 e a rientrare in prima squadra dopo che questa ha giocato 8 partite. - (NF-Inj.) / (NF-Ill.) stanno rispettivamente per Non-Football Injured e Non-Football Illness ed indicano le liste dove viene inserito un giocatore che ha un infortunio o una malattia non dipendente dal football americano. - (PUP) sta per Physically Unable to Perform ed indica la lista dove viene inserito un giocatore mentre è in attesa di recuperare la condizione fisica. Nella stagione regolare dopo la sesta partita giocata dalla propria squadra, il giocatore ha tempo tre settimane per riprendere ad allenarsi, più tre settimane aggiuntive dal suo rientro agli allenamenti per rientrare in prima squadra. |

Fonte:

## Calendario
| Stagione regolare |                   |                         |           |        |                     |          |
| Turno             | Data              | Avversario              | Risultato | Record | Stadio              | Pubblico |
| 1                 | 10 settembre 1989 | San Francisco 49ers     | S 24–30   | 0–1    | Hoosier Dome        | 60,111   |
| 2                 | 17 settembre 1989 | at Los Angeles Rams     | S 17–31   | 0–2    | Anaheim Stadium     | 63,995   |
| 3                 | 24 settembre 1989 | Atlanta Falcons         | V 13–9    | 1–2    | Hoosier Dome        | 57,816   |
| 4                 | 1º ottobre 1989   | at New York Jets        | V 17–10   | 2–2    | The Meadowlands     | 65,542   |
| 5                 | 8 ottobre 1989    | Buffalo Bills           | V 37–14   | 3–2    | Hoosier Dome        | 58,890   |
| 6                 | 15 ottobre 1989   | at Denver Broncos       | S 3–14    | 3–3    | Mile High Stadium   | 74,680   |
| 7                 | 22 ottobre 1989   | at Cincinnati Bengals   | V 23–12   | 4–3    | Riverfront Stadium  | 57,642   |
| 8                 | 29 ottobre 1989   | New England Patriots    | S 20–23   | 4–4    | Hoosier Dome        | 59,356   |
| 9                 | 5 novembre 1989   | at Miami Dolphins       | S 13–19   | 4–5    | Joe Robbie Stadium  | 52,680   |
| 10                | 12 novembre 1989  | at Buffalo Bills        | S 7–30    | 4–6    | Rich Stadium        | 79,256   |
| 11                | 19 novembre 1989  | New York Jets           | V 27–10   | 5–6    | Hoosier Dome        | 58,236   |
| 12                | 26 novembre 1989  | San Diego Chargers      | V 10–6    | 6–6    | Hoosier Dome        | 58,822   |
| 13                | 3 dicembre 1989   | at New England Patriots | S 16–22   | 6–7    | Sullivan Stadium    | 32,234   |
| 14                | 10 dicembre 1989  | Cleveland Browns        | V 23–17   | 7–7    | Hoosier Dome        | 58,550   |
| 15                | 17 dicembre 1989  | Miami Dolphins          | V 42–13   | 8–7    | Hoosier Dome        | 55,665   |
| 16                | 24 dicembre 1989  | at New Orleans Saints   | S 6–41    | 8–8    | Louisiana Superdome | 49,009   |

## Classifiche
| AFC East             |   |    |   |      |      |     |     |     |     |
|                      | V | S  | P | %    | CONF | DIV | PF  | PS  | STR |
| Buffalo Bills(3)     | 9 | 7  | 0 | .563 | 6–2  | 8–4 | 409 | 317 | V1  |
| Indianapolis Colts   | 8 | 8  | 0 | .500 | 4–4  | 7–5 | 298 | 301 | S1  |
| Miami Dolphins       | 8 | 8  | 0 | .500 | 4–4  | 6–8 | 331 | 379 | S2  |
| New England Patriots | 5 | 11 | 0 | .313 | 4–4  | 5–7 | 297 | 391 | S3  |
| New York Jets        | 4 | 12 | 0 | .250 | 2–6  | 3–9 | 253 | 411 | S3  |